# Flaminio Piatti
Pour les articles homonymes, voir Piatti (homonymie).
Flaminio Piatti, né à Milan le 11 juillet 1552 et mort à Rome le 1er novembre 1613, est un cardinal italien du XVIe siècle et du début du XVIIe siècle. Il est un parent du pape Grégoire XIV.

## Repères biographiques
Piatti est auditeur à la rote romaine.
Le pape Grégoire XIV le crée cardinal lors du consistoire du 6 mars 1591. Il participe au conclave de 1591, lors duquel Innocent IX est élu, au conclave de 1592 (élection de Clément VIII) et aux deux conclaves de 1604 (élection de Léon XI et de Paul V).
Le cardinal Piatti est camerlingue du Sacré Collège en 1610-1611.